# Сінгапур на літніх Олімпійських іграх 2020
Сінгапур на літніх Олімпійських іграх 2020 представляли двадцять три спортсмени в одинадцятьох видах спорту.

## Спортсмени
| Вид спорту            | Чоловіки | Жінки | Загалом |
| --------------------- | -------- | ----- | ------- |
| Легка атлетика        | 0        | 1     | 1       |
| Бадмінтон             | 1        | 1     | 2       |
| Стрибки у воду        | 1        | 1     | 2       |
| Кінний спорт          | 0        | 1     | 1       |
| Фехтування            | 0        | 2     | 2       |
| Гімнастика            | 0        | 1     | 1       |
| Академічне веслування | 0        | 1     | 1       |
| Вітрильний спорт      | 1        | 3     | 4       |
| Стрільба              | 0        | 1     | 1       |
| Плавання              | 2        | 2     | 4       |
| Настільний теніс      | 1        | 3     | 4       |
| Загалом               | 6        | 17    | 23      |